# Dick Savitt
Richard »Dick« Savitt, ameriški tenisač, * 4. marec 1927, Bayonne, New Jersey, ZDA, † 6. januar 2023, New York, ZDA.
Dick Savitt je v posamični konkurenci osvojil dva turnirja za Grand Slam, leta 1951 je osvojil Prvenstvo Avstralije in istega leta še Prvenstvo Anglije, obakrat je v finalu premagal Kena McGregorja. Na turnirjih za Nacionalno prvenstvo ZDA se je najdlje uvrstil v polfinale v letih 1950 in 1951, na turnirjih za Amatersko prvenstvo Francije pa v četrtfinale v letih 1951 in 1952. Leta 1951 je bil član ameriške reprezentance na Davisovem pokalu, kjer se je uvrstila v finale. Leta 1976 je bil sprejet v Mednarodni teniški hram slavnih.

## Finali Grand Slamov

### Posamično (2)

#### Zmage (2)
| Leto | Turnir               | Nasprotnik v finalu | Rezultat finala    |
| 1951 | Prvenstvo Avstralije | Ken McGregor        | 6–3, 2–6, 6–3, 6–1 |
| 1951 | Prvenstvo Anglije    | Ken McGregor        | 6–4, 6–4, 6–4      |